# Филогазо
Филогазо је насеље у Италији у округу Вибо Валенција, региону Калабрија.
Према процени из 2011. у насељу је живело 1353 становника. Насеље се налази на надморској висини од 282 м.

## Становништво
Према резултатима пописа становништва 2011. у општини је живело 1.439 становника.
| 1951. | 1961. | 1971. | 1981. | 1991. | 2001. | 2011. |
| ----- | ----- | ----- | ----- | ----- | ----- | ----- |
| 1.429 | 1.459 | 1.097 | 1.176 | 1.366 | 1.377 | 1.439 |